# ホルマザン色素

テトラゾリウムの還元によるホルマザン生成

ホルマザン色素（ホルマザンしきそ、英: formazan dye）は、ホルマザン構造を持ち、脱水酵素や還元酵素を対象とした研究で利用される人工的な色素の総称である。アゾ化合物の一種であり RNH-N=CR'-N=NR''（R および R' は通常アリール基）という基本構造をもつ。
酵素反応や、NADH または NADPHとの直接の作用により、テトラゾリウム塩が還元を受けると対応するホルマザン色素が生成する（右上式）。用いられるテトラゾリウム塩の種類によって、生成するホルマザン色素は暗青色から暗赤色、オレンジ色におよぶさまざまな色を示す。ホルマザン色素には水溶性のものと、水不溶性のものがある。
酵素活性の検出に有用であることから、ホルマザン色素はしばしば細胞増殖能や毒性のテストに使用される
。また、免疫染色の際の発色基質としてもテトラゾリウム塩がしばしば用いられる。

## テトラゾリウム塩

NBT ((nitro blue tetrazolium))

- INT (2-(4-Iodophenyl)-3-(4-nitrophenyl)-5-phenyl-2H-tetrazolium chloride),
- MTT (3-(4, 5-dimethyl-2-thiazolyl)-2, 5-diphenyl-2H-tetrazolium bromide) (MTT試験に用いられる),
- XTT (2,3-bis-(2-methoxy-4-nitro-5-sulfophenyl)-2H-tetrazolium-5-carboxanilide).[3]
- NBT (nitro blue tetrazolium, en)
  - BCIP (5-Bromo-4-chloro-3-indolyl phosphate, en:BCIP) と共に、NBT/BCIP反応に用いられることで有名。アルカリホスファターゼ活性の検出に用いられる。